# Eva-Maria Westbroek
Pour les articles homonymes, voir Westbroek (homonymie).
Eva-Maria Westbroek (née le 26 avril 1970 à Belfast) est une soprano d'opéra néerlandaise.
Le Grand Prix Antoine Livio de la Presse musicale internationale lui a été décerné en 2008.

## Discographie et filmographie
- Il trittico, de Puccini, dans le rôle de Giorgetta (Il tabarro). Enregistré au Royal Opera House, sous la direction d'Antonio Pappano. DVD et Blu-ray de BBC / Opus Arte.
- Die Walküre, de Richard Wagner, dans le rôle de Sieglinde face au Siegmund de Jonas Kaufmann. Enregistré au Metropolitan Opera, sous la direction de James Levine. DVD et Blu-ray de Deutsche Grammophon
- Die Walküre, de Richard Wagner, dans le rôle de Sieglinde face au Siegmund de Endrik Wottrich (de). Enregistré au Festival de Bayreuth, sous la direction de Christian Thielemann (2008). DVD et Blu-ray de Opus Arte
- Les Troyens de Berlioz : Eva-Maria West Broek, Didon, Anna Caterina Antonacci, Cassandre, Bryan Hymel, Enée, Fabio Capitanucci, Chorèbe, Brindley Sherratt, Narbal, Hanna App, Anna, Royal Opera Chorus, Orchestra of the Royal Opera House, Dir. Antonio Pappano, mise en scène David McVicar. 2 DVD et Blu-ray Opus Arte 2013.